# Алёшкин, Николай Михайлович
Никола́й Миха́йлович Алёшкин (род. 12 января 1950, Курахово, Донецкая область, Украинская ССР, СССР) — украинский архитектор, член Союза архитекторов Украины с января 1989 года.

## Биография
Родился в г. Курахово (ныне — Украина). Ещё в школе увлекся живописью. После окончания школы в 1967—1968 и 1970—1972 годах учился в Донецком индустриальном техникуме, получил специальность горного электромеханика. В 1968—1970 годах проходил срочную службу в Советской армии.
В 1974—1975 годах работал художником в 1-й мастерской Донецкого художественно-производственного комбината Художественного фонда СССР в Донецке, выполнял графические работы, разрабатывал шрифты.
В 1975—1980 годах учился в Макеевском инженерно-строительном институте на архитектурном факультете.
С августа 1980 года — архитектор, начальник группы, начальник отдела, главный архитектор проекта в проектном институте «Киевметропроект» — Киевском филиале Проектно-изыскательского института «Метрогипротранс» (с марта 1991 года — Государственный проектно-изыскательский институт «Киевметропроект», с 1994 года — Государственное предприятие «Проектный институт „Укрметротоннельпроект“»).
В июне 2003 — ноябре 2004 года — начальник отдела, главный архитектор Проектного института «Укрспецтоннельпроект», г. Киев.
В декабре 2004 — августе 2011 года — главный архитектор проекта в Государственном предприятии «Проектный институт „Укрметротоннельпроект“», г. Киев.
С августа 2011 года — начальник отдела, главный архитектор Проектного института «Укрспецтоннельпроект», г. Киев.

## Творчество

### Станции метро
Архитектор — автор проектов станций Киевского метрополитена (в составе авторских коллективов):
- «Дворец Украина» (1984, совместно с архитекторами Тамарой Целиковской, Анатолием Крушинским, художниками Степаном Кириченко, Романом Кириченко).
- «Театральная» (1987, совместно с архитекторами Анатолием Крушинским, Тамарой Целиковской, скульптором Анатолием Кущём).
- «Дворец спорта» (1989, совместно с архитекторами Анатолием Крушинским, Н. С. Гороховской).
- «Дружбы народов» (1991, совместно с архитектором Анатолием Крушинским).
- «Славутич» (1992, совместно с художниками Юрием Левченко и Донатом Оболончиком).
- «Лукьяновская» (1996, совместно с архитекторами Тамарой Целиковской, Валерием Гневышевым).
- «Печерская» (1997, подземный вестибюль, совместно с архитекторами Валерием Гневышевым, Тамарой Целиковской).
- «Дорогожичи» (2000, совместно с архитекторами Валерием Гневышевым, Тамарой Целиковской).
- «Житомирская» (2003, совместно с архитекторами Тамарой Целиковской, Валерием Гневышевым, Александром Панченко).
- «Академгородок» (2003, совместно с архитекторами Тамарой Целиковской, Валерием Гневышевым, Анатолием Крушинским).
- «Лесная» (2005, реконструкция станции с устройством второго выхода).
- «Дарница» (2006, реконструкция станции с устройством второго выхода).

Архитектор — автор проектов станций Сырецко-Печерской линии Киевского метрополитена (в составе авторских коллективов): «Львовская брама», «Герцена», «Теличка»  (1990-е - 2010-е годы; совместно с архитекторами Николаем Алешкин, Тамарой Целиковской); станции «Вокзальная» Подольско-Вигуровской линии Киевского метрополитена (2000-е годы).

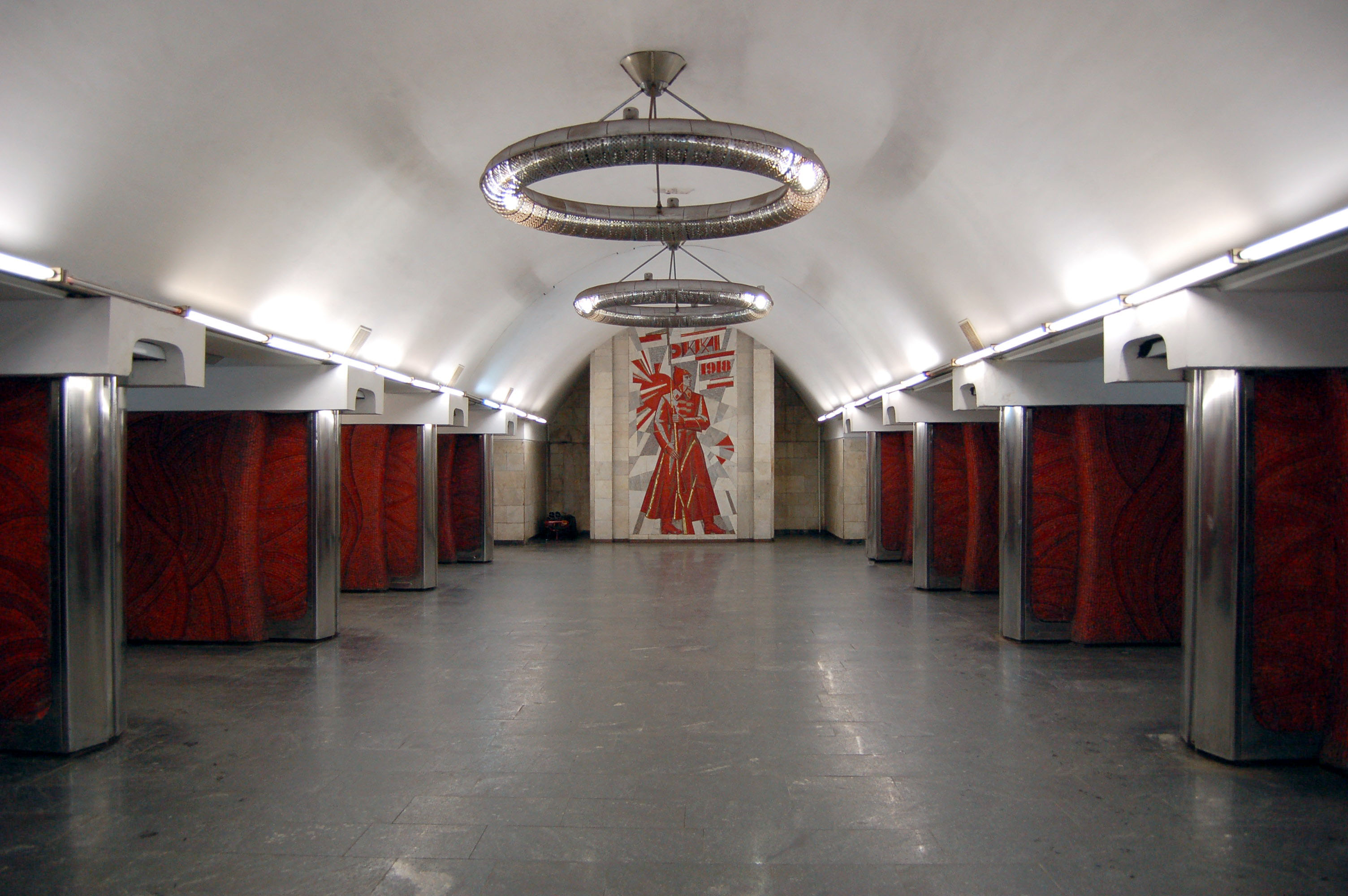
Станция метро «Дворец Украина»
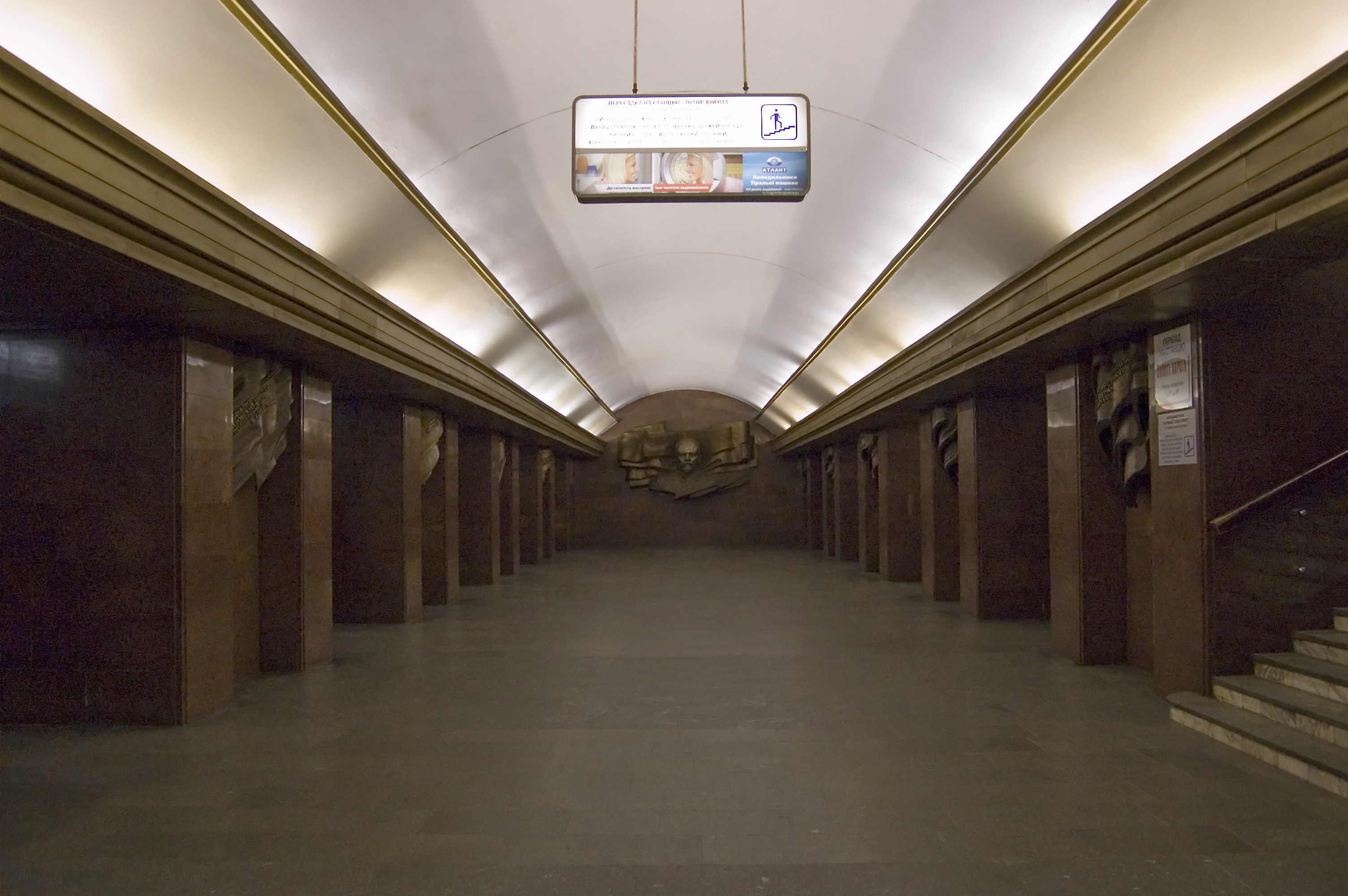
Станция метро «Театральная»
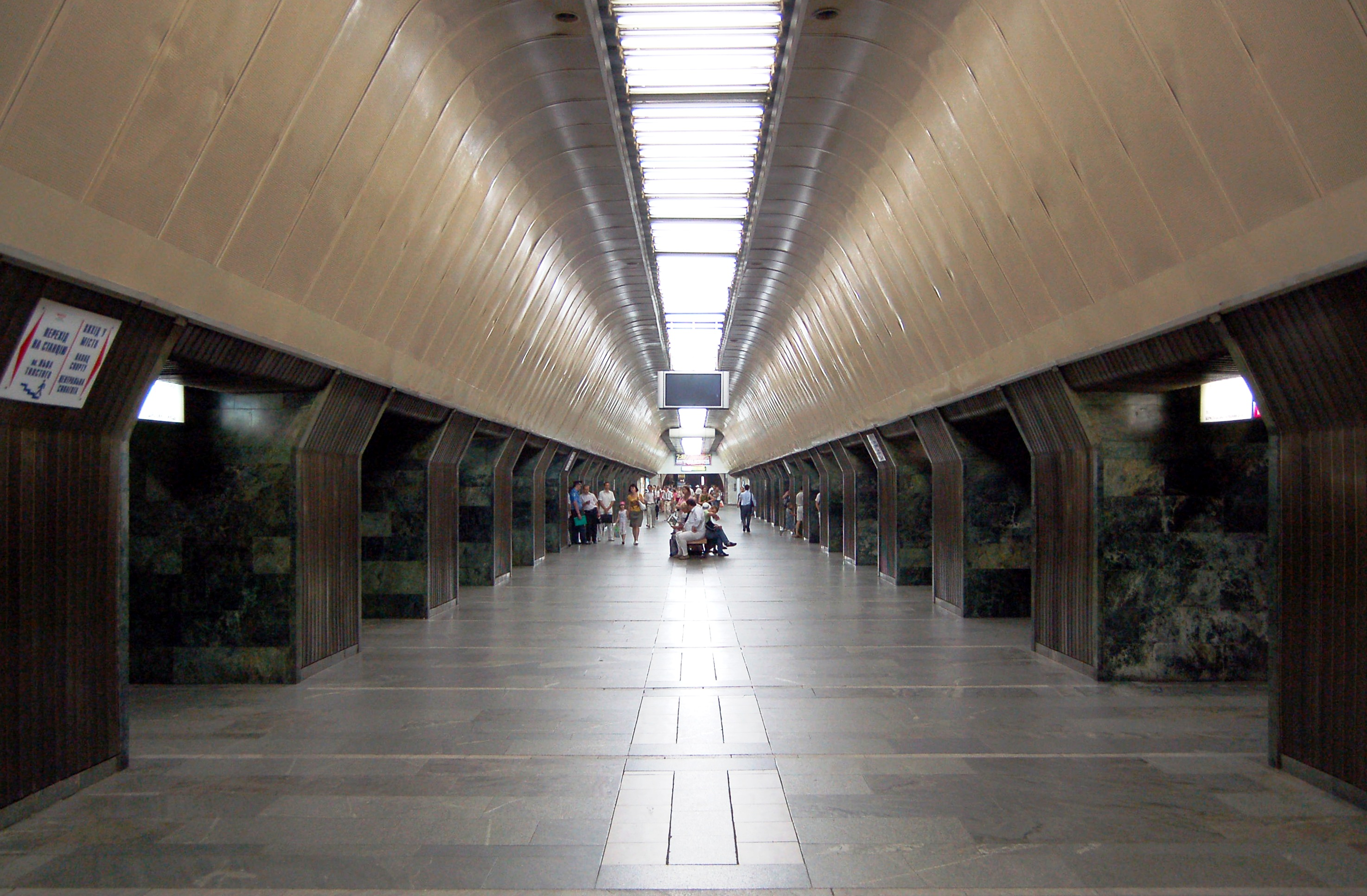
Станция метро «Дворец спорта»
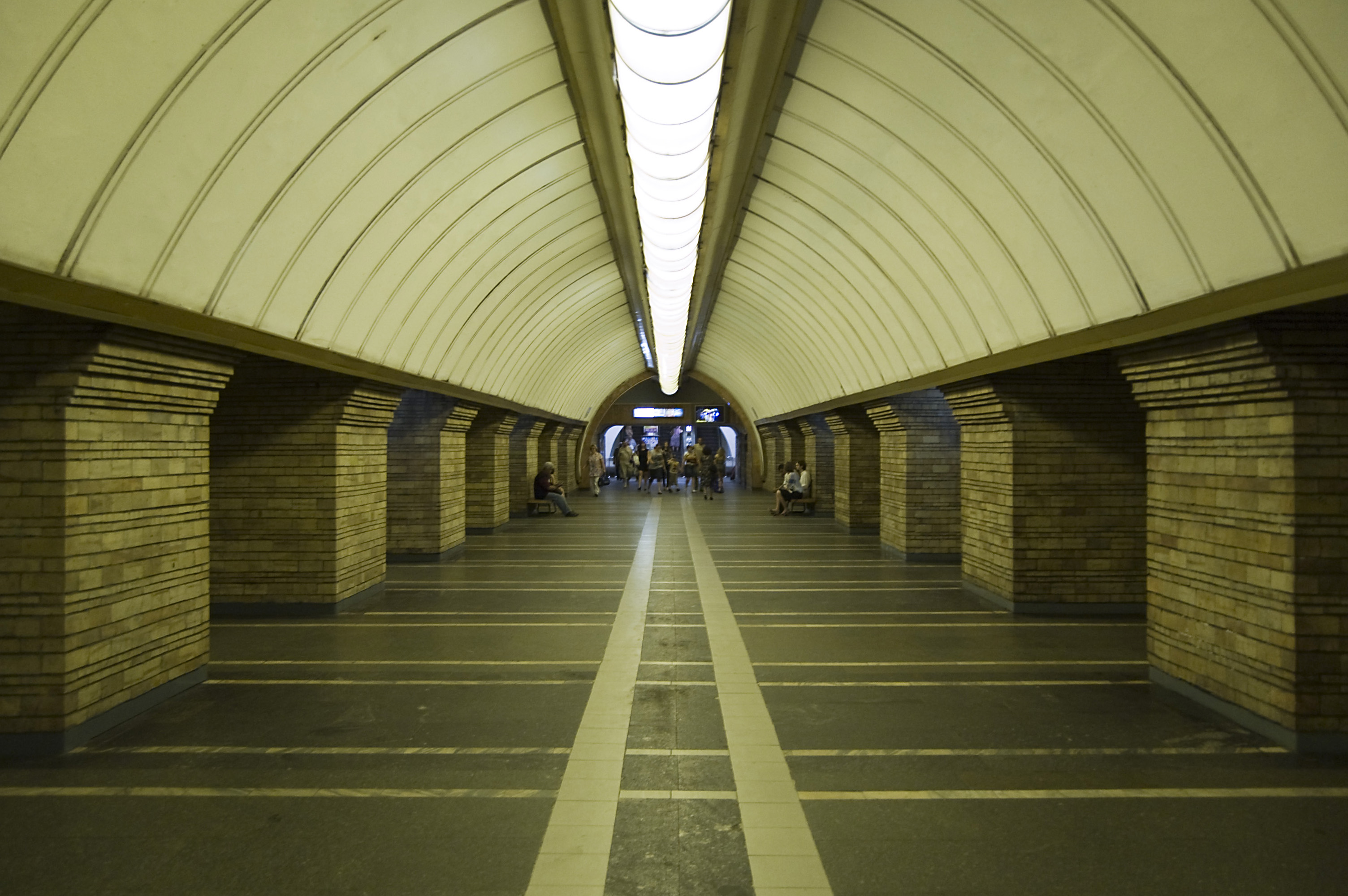
Станция метро «Зверинецкая»
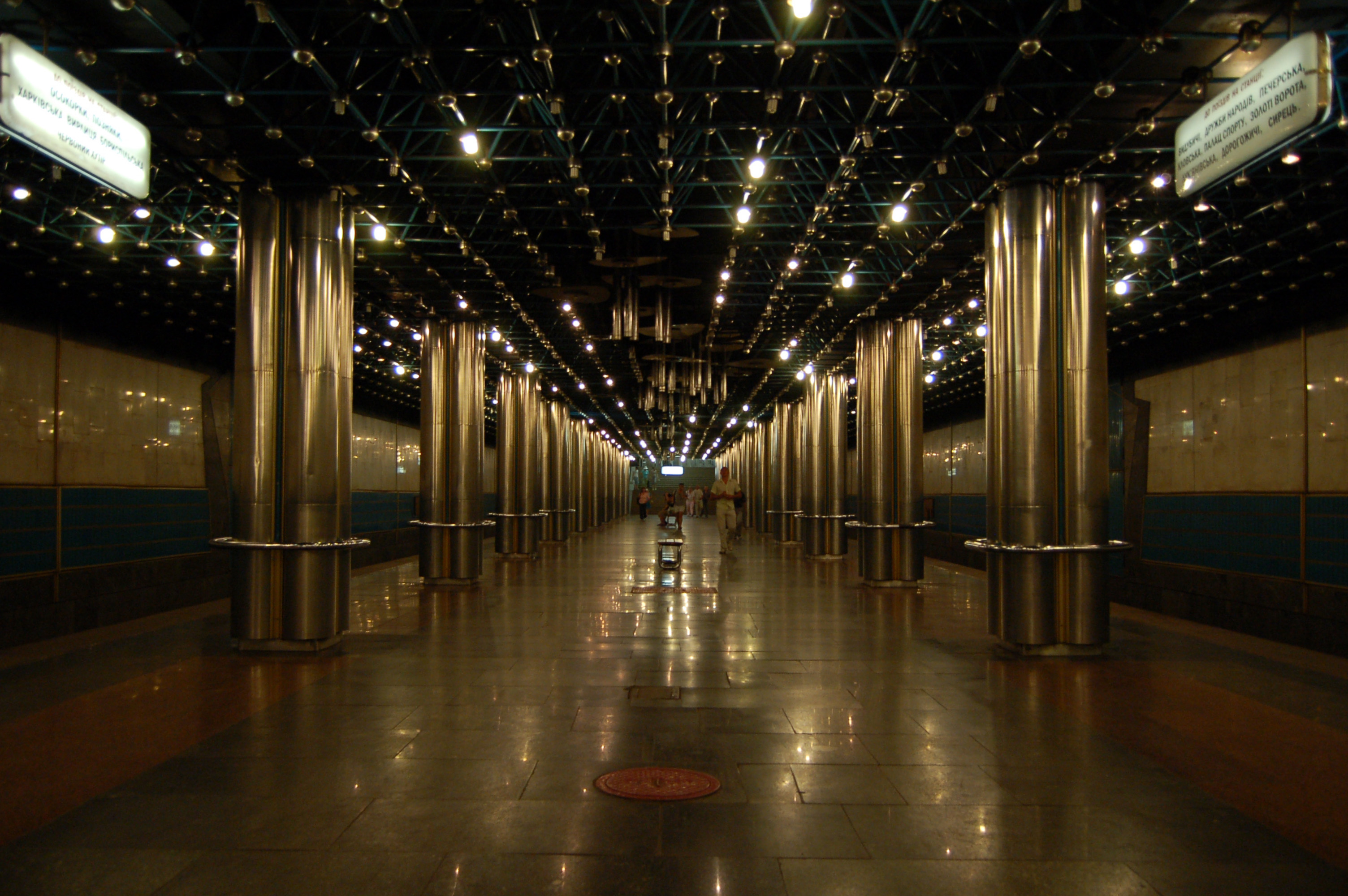
Станция метро «Славутич»
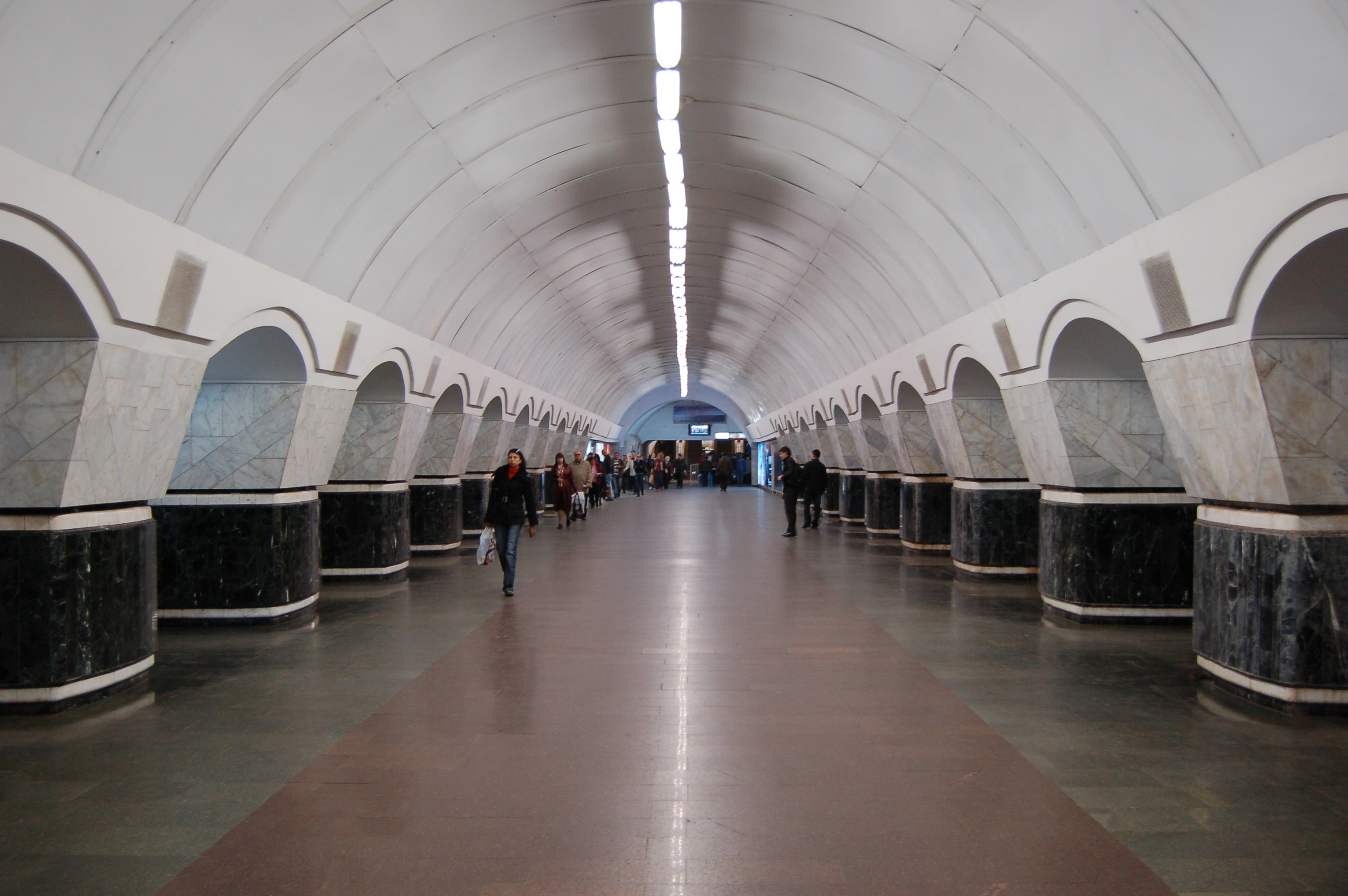
Станция метро «Лукьяновская»
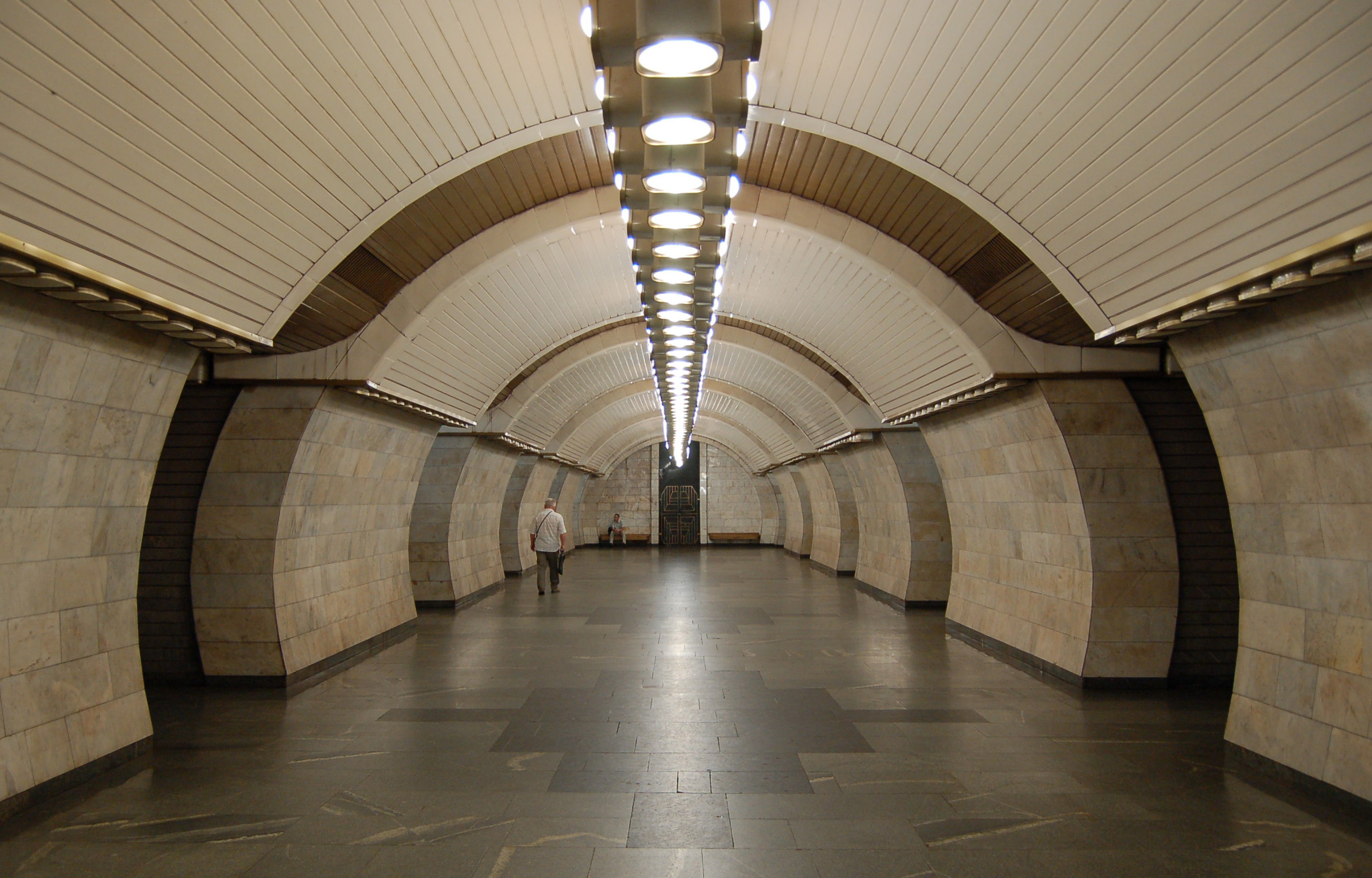
Станция метро «Печерская»
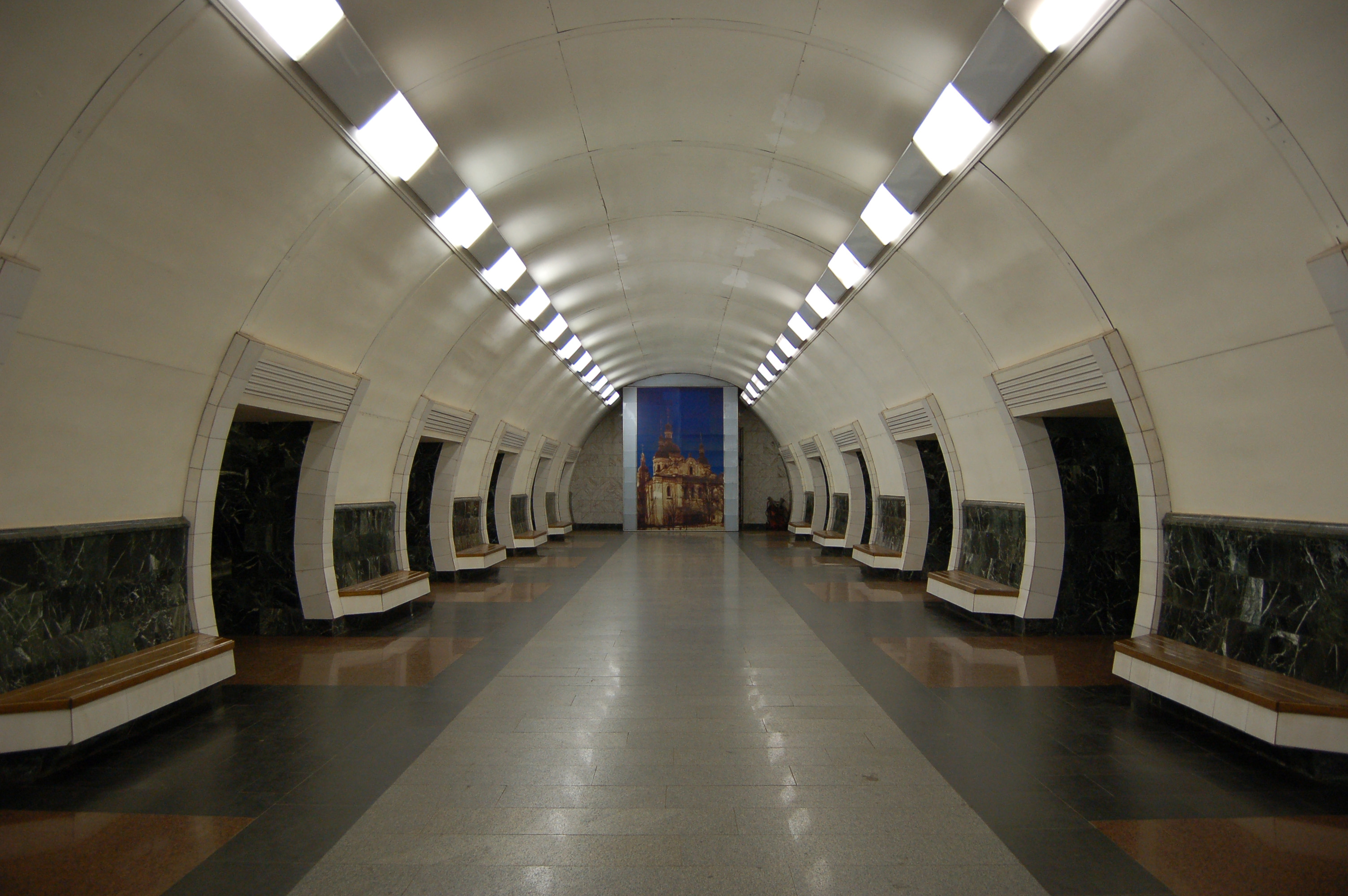
Станция метро «Дорогожичи»
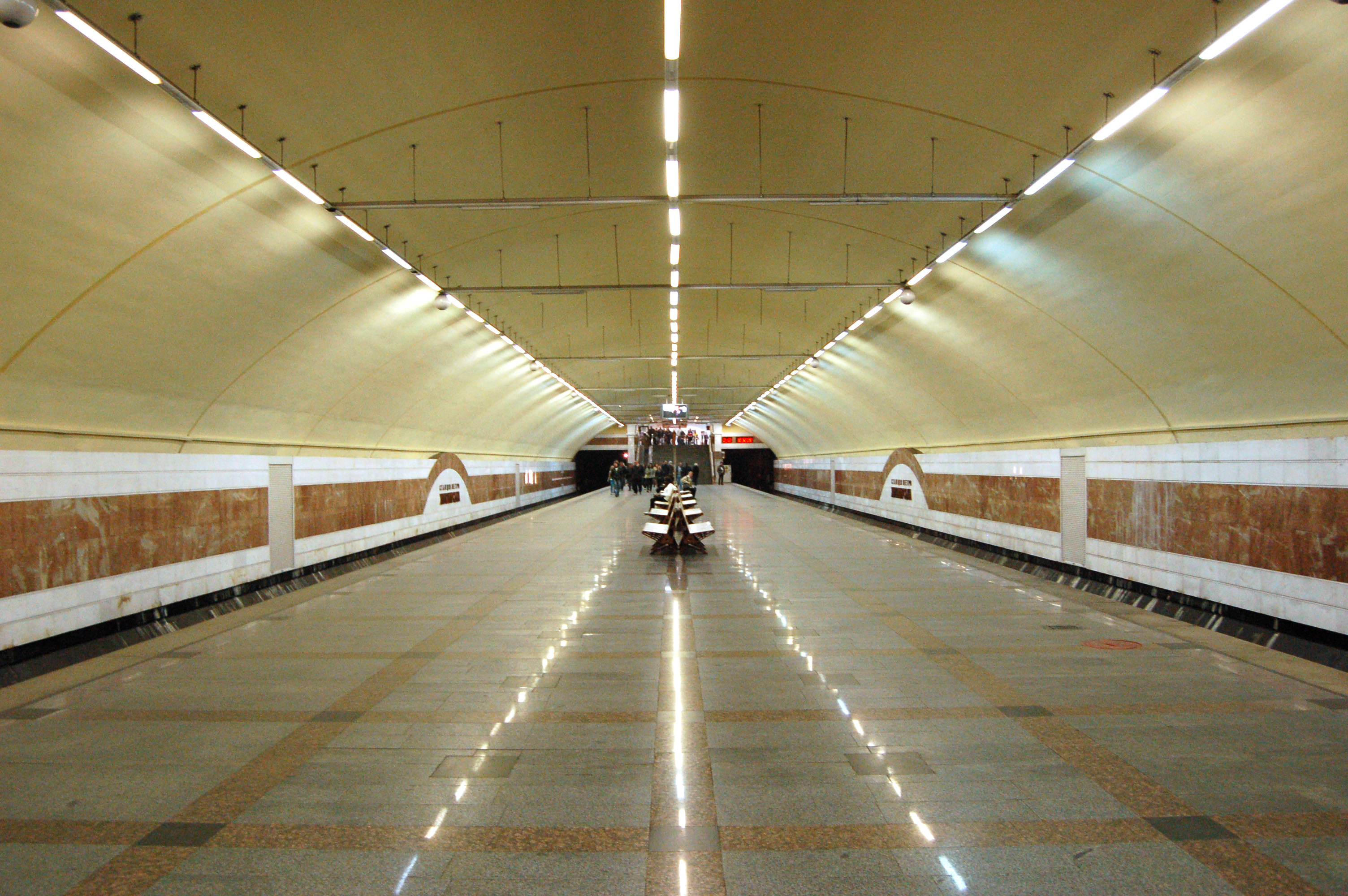
Станция метро «Житомирская»
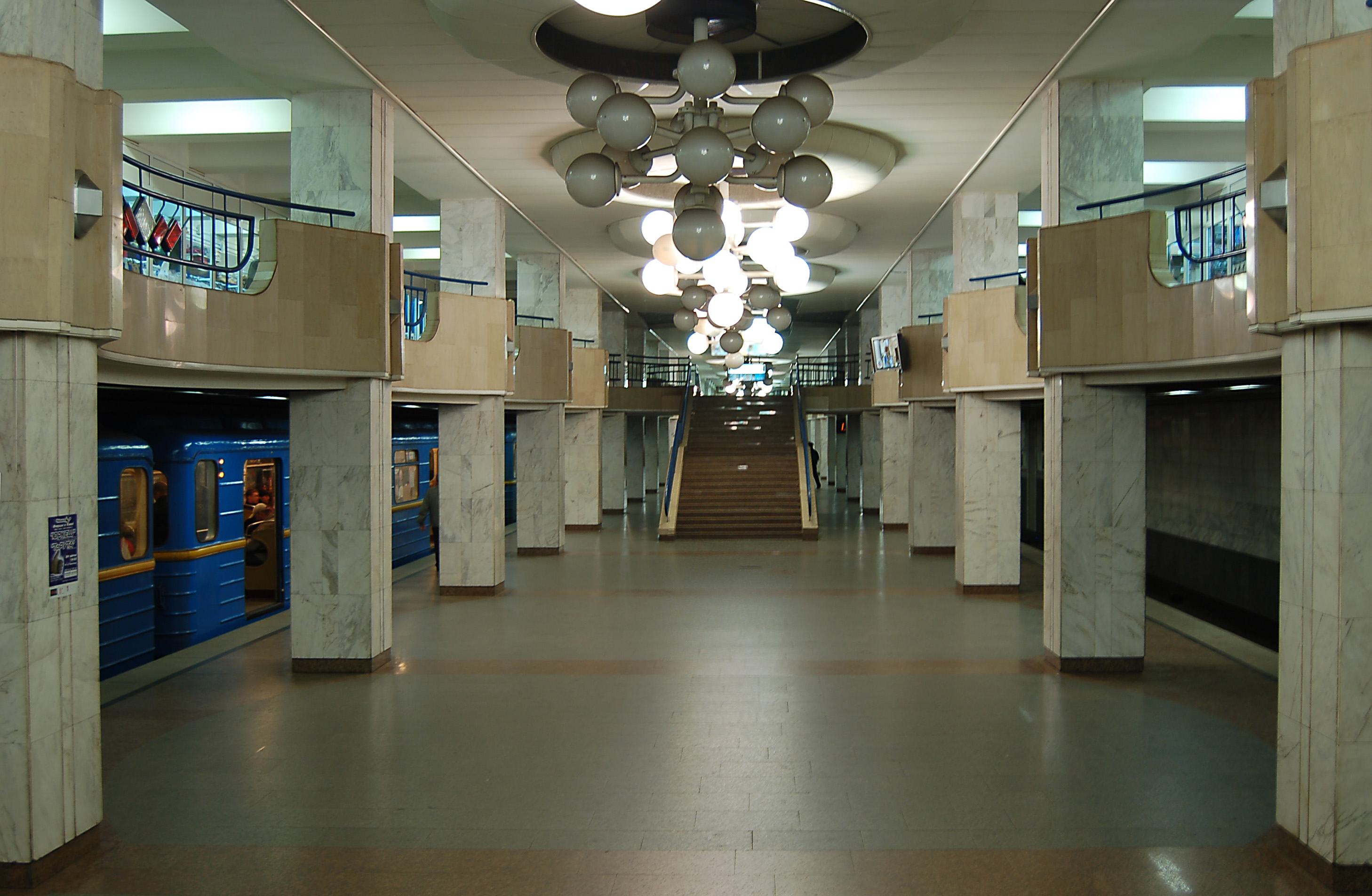
Станция метро «Академгородок»
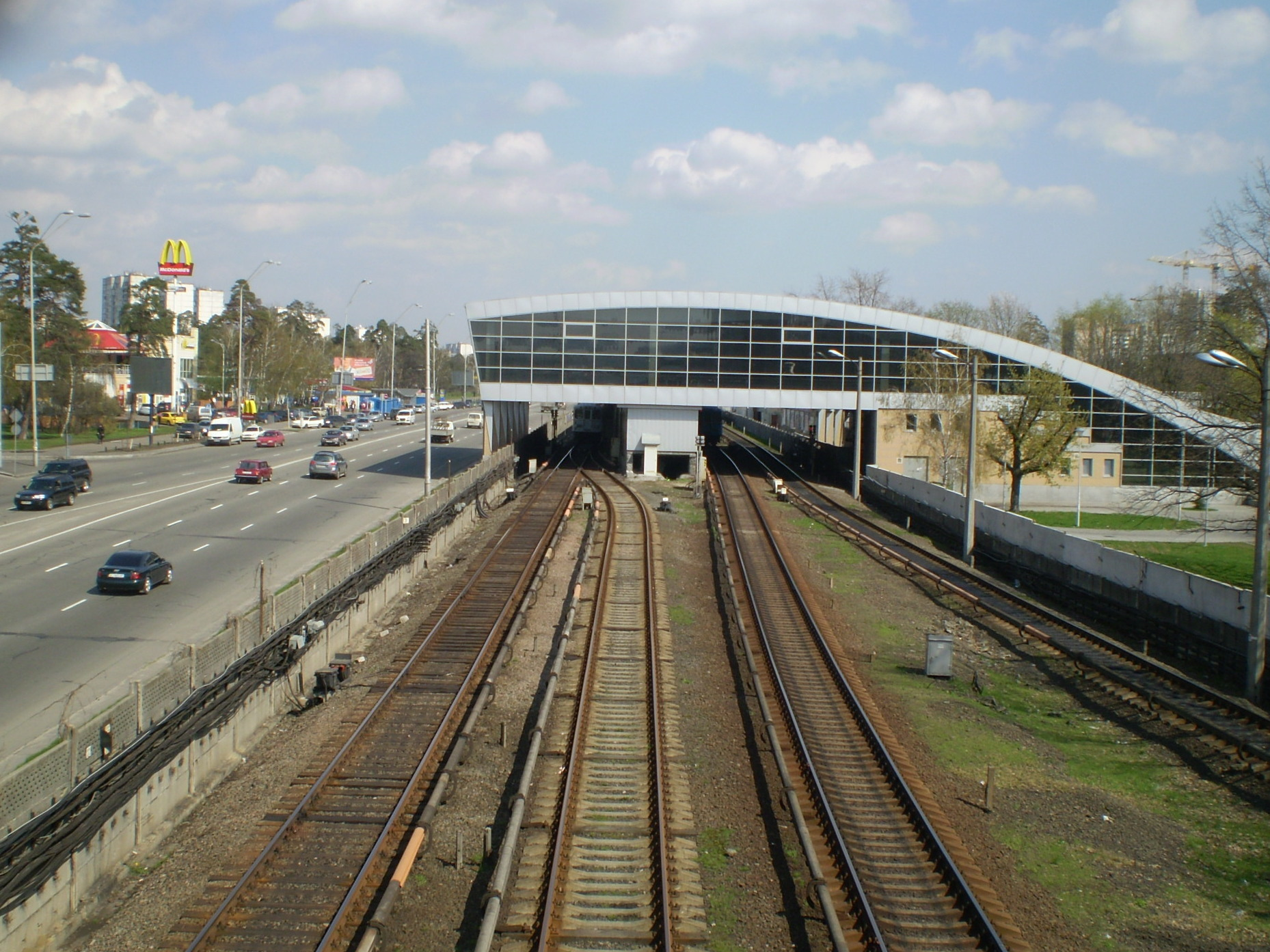
Станция метро «Дарница»
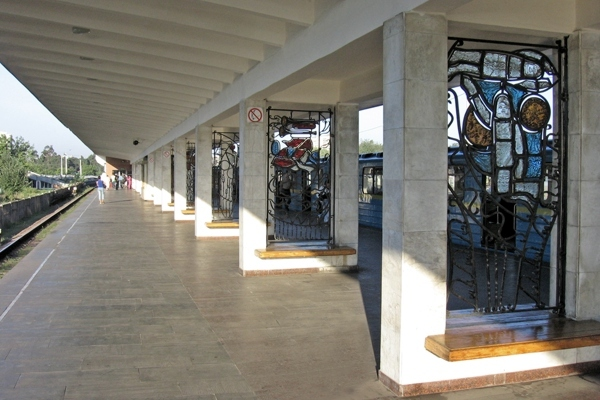
Станция метро «Лесная»

### Жилые дома, административные и производственные здания
- Объекты городской инфраструктуры в Ашхабаде, Арчабиле в Туркменистане.